# Alejandro Labaca
 (juillet 2015).
Si vous disposez d'ouvrages ou d'articles de référence ou si vous connaissez des sites web de qualité traitant du thème abordé ici, merci de compléter l'article en donnant les références utiles à sa vérifiabilité et en les liant à la section « Notes et références ».
Alejandro Labaca, né le 19 avril 1920 à Beizama (Espagne) et mort le 21 juillet 1987 dans l'Amazonie équatorienne, est un prélat catholique espagnol, membre de l'ordre des Capucins. Missionnaire en Équateur et défenseur des droits des minorités indigènes, il est vicaire apostolique d'Aguarico et évêque titulaire de Pomaria (de) de 1984 à 1987, date de son martyre. Le 22 mai 2025 il est reconnu vénérable par le pape Léon XIV reconnaissance rendant possible sa béatification.

## Biographie

### Formation et mission en Chine
Alejandro Labaca est né en 1920 dans une famille profondément catholique. Il entre dès 1932 dans au petit séminaire capucin. Après avoir effectué ses humanités et obtenu une licence, il prend l'habit et entre au noviciat de l'ordre des Capucins à Sangüesa Il entre ainsi en religion sous le nom de Frère Manuel. Il effectue sa première profession religieuse en 1938. Il interrompt sa formation pendant un an, à cause de la guerre civile espagnole au cours de laquelle au cours de laquelle il est mobilisé.
Le 29 septembre 1942, il fait sa profession solennelle puis il est ordonné prêtre le 22 décembre 1945.
Ayant le désir d'être missionnaire, il demande à être envoyé en Chine. Il passe 6 ans à Pingliang où il se consacre au travail médical et à l'évangélisation, dans des conditions difficiles en raison des persécutions anticatholiques du gouvernement communiste. Il est finalement expulsé en 1953.

### Missionnaire en Équateur
Il reste peu de temps en Espagne après son expulsion de Chine. Dès 1954, il est envoyé en Équateur. Il est rapidement envoyé dans une mission capucine au milieu de la jungle de l'Amazonie équatorienne.
Le 22 janvier 1965, le pape Paul VI le nomme préfet apostolique d'Aguarico. La même année, il participe à la phase finale du concile Vatican II. En 1967, il obtient la nationalité équatorienne. En 1970, il demande à être déchargé de ses fonctions de préfet apostolique.
Il se consacre alors à l'évangélisation du peuple Huaorani, désigné péjorativement de peuple « Acuas » (sauvages, gens de la forêt en quechua). Il établit un premier contact avec ce peuple en 1976 et est « adopté » par les chefs de ce peuple, dont il apprend la langue. Responsable de la pastorale auprès des Huaorani, il prend leur défense face aux compagnies pétrolières qui souhaitaient exploiter les ressources de l'Amazonie.

### Épiscopat et martyre
Le 2 juillet 1984, le pape Jean-Paul II élève la préfecture apostolique d'Aguarico en vicariat apostolique. Labaca en est le premier vicaire apostolique. Il est consacré évêque le 9 décembre 1984 par Maximiliano Spiller, vicaire apostolique de Napo. Dans son ministère épiscopal, il a continué à s'intéresser de près aux communautés indigènes et a poursuivi leur défense. De son expérience auprès des Huaorani, il laisse un journal, Chronique Huaorani, publié après sa mort.
Son travail est devenu plus compliqué au fil du temps, notamment en raison des tensions grandissantes entre compagnies pétrolières et populations indigènes. Les tentatives de contact avec le peuple Tagaéri, un peuple Huaorani deviennent notamment plus dangereuses. Le 21 juillet 1987, il part avec Inés Arango pour tenter à nouveau de prendre contact avec ce peuple, notamment afin de se proposer comme médiateurs afin de les protéger des compagnies pétrolières. Ils souhaitaient rétablir la paix entre les peuples indigènes et les compagnies pétrolières qui violaient régulièrement leur territoire en proposant aux indigènes de se déplacer.
Emmenés en hélicoptère dans la zone où vivait le peuple Tagaéri, au milieu de l'actuel parc national Yasuni, ils sont accueillis par les femmes et les enfants du groupe. Les hommes du groupe décident néanmoins de les tuer, les considérant comme une menace. L'évêque et la religieuse auraient été confondus avec des employés des compagnies pétrolières. Labaca est tué par un rituel au cours duquel il est cloué avec et percé de dizaines de coups de lance. Inés Arango est tuée dans la foulée. Ils sont ainsi tués par le peuple qu'ils défendaient. Leurs corps sont découverts le lendemain par ceux qui devaient venir les chercher.
Au terme d'une opération difficile de récupération des corps, ils sont ramenés à El Coca où une foule de fidèles les attendaient. Le 24 juillet, leurs funérailles sont célébrées en présence de membres de la Conférence épiscopale équatorienne et de capucins de la province. Avant l'inhumation, les corps sont transportés en procession dans la ville en guise d'adieu final. Ils sont ensuite inhumés dans la cathédrale d'El Coca.
Les circonstances de leur mort sont encore floues, certaines personnes soupçonnant les compagnies pétrolières d'être responsables de la mort des missionnaires.

## Héritage et procès en béatification
Après sa mort, il reste une source d'inspiration pour les missionnaires en Équateur, les défenseurs des droits de l'homme et de l'environnement, en particulier dans le vicariat apostolique d'Aguarico. Il est parfois considéré comme « apôtre des Huaorani ».
Considéré comme un martyr par l'Église catholique, son procès de béatification est actuellement en cours. Le 22 mai 2025, le pape Léon XIV le reconnaît vénérable.